# Living Death
Living Death — немецкая метал-группа из города Фельберт, появившаяся на стыке 1980—1981 годов. Являлась одной из первых европейских групп, ставших играть музыку в жанрах спид- и трэш-метал.

## История
Группа была основана в 1980 году братьями Райнером и Дитером Келхами (гитара и бас-гитара, соответственно), а также Франком Фрике (гитара). Первый состав в 1981 году был дополнен барабанщиком Франком Шубрингом и вокалистом Торстеном «Тото» Бергманом. Через год квинтет смог записать демо, с помощью которого ему удалось подписать контракт с звукозаписывающей компанией Earthshaker. На проблемной позиции ударника в течение двух следующих лет несколько раз проходили перемены. В 1983 году Шубринга сменил Харальд Лутце, на место которого в следующем году пришёл Андреас Оберхофф. В итоге партии ударных на дебютном альбоме записывались с сессионным музыкантом по имени Эрик.
В 1987 году группа выпустила выпустила спид-метал альбом Protected from Reality. После выхода Worlds Neuroses в 1989 году Тото, Фред и Атомик Штайф покинули группу. Они создали новую команду под названием L.D., а оставшиеся участники Living Death (Райнер и Дитер Келхи) возродили группу с тремя новыми музыкантами.
Пресса не могла определить, какая из групп является реальным правопреемником Living Death и их постоянно путали. В связи с этим L.D. переименовались в Sacred Chao (по названию одной из песен Living Death) и новым составом выпустили один мини-альбом, после чего распались.
Living Death смогла записать только один альбом и прекратила своё существование в 1991 году.

## Состав группы
| Последний состав: - Геральд Телен — ведущий вокал (1989—1991) - Райнер Келх — гитара (1980—1991) - Дитер Келх — бас-гитара (1980—1991) - Франк Ульрих — ударные (1989—1991) | Предыдущие участники: - Торстен «Тото» Бергман — ведущий вокал (1981—1989) - Франк «Фред» Фрике — гитара (1980—1989) - Андреас Оберхофф — ударные (1984—1986) - Атомик Штайф — ударные (1986—1989) - Харальд Лутце — ударные (1984) - Франк Шубринг — ударные (1981—1983) Сессионные музыканты: - Эрик — ударные (сессионный ударник в Vengeance of Hell) |

## Дискография
Студийные альбомы
- 1984 — Vengeance of Hell
- 1985 — Metal Revolution
- 1987 — Protected from Reality
- 1989 — Worlds Neuroses
- 1991 — Killing in Action

Мини-альбомы
- 1985 — Watch Out
- 1986 — Back to the Weapons
- 1988 — Live

Сборники
- 1994 — Living Death (альбом)|Living Death
- 2002 — Protected from Reality / Killing in Action

Демо
- 1983 — Demo 83
- 1984 — Pre-Production Demo
- 1985 — Promo

Другие релизы
- 1987 — Eisbein (mit Sauerkraut) (сингл)
- 2015 — Thrash Metal Packet (бокс-сет)